# Голубцов, Сергей Алексеевич
Сергей Алексеевич Голубцов (Сергий Голубцов; 19 января 1932, Москва — 1 августа 2006, Москва) — советский и российский религиозный деятель и церковный историк. Протодиакон Русской православной церкви. Кандидат богословия.

## Семья и образование
- Дед — доктор богословия, профессор Московской духовной академии Александр Петрович Голубцов.
- Отец — Алексей Александрович Голубцов (1904—1978), работал инженером в системе «Мосэнерго», в последние годы жизни являлся нештатным чтецом в храме.

## Церковный деятель и историк
С 1977 — диакон в храме преподобного Пимена Великого в Москве, с 1986 — протодиакон. Выйдя за штат, служил в столичном храме святителя Николая в Хамовниках, где и скончался во время богослужения.
Основные труды протодиакона Сергия Голубцова посвящены истории Троице-Сергиевой лавры и Московской духовной академии (МДА). Также являлся автором работы по истории семьи Голубцовых, исследований о храме преподобного Пимена Великого (М., 1997), о московском Введенском кладбище, о профессоре Николае Каптереве, большой статьи «Церковная Московия в 1935—1965 гг.». Кроме изданных работ, написал обширную монографию, которая не была опубликована при его жизни. Профессор Николай Гаврюшин вспоминал, что «труды свои С. А. самостоятельно доводил на стареньком компьютере до оригинал-макета и по большей части издавал за счет собственных сбережений. Академическая учёность относилась к нему с прохладцей, хотя он столько сделал для истории МДА, сколько не всякой корпорации под силу осуществить за несколько десятилетий».
По словам священника Ильи Соловьёва: «как церковный историк, о. Сергий Голубцов был сторонником следования исторической правде без ненужной, как он говорил, "елейности" и прикрас. Он смело отрицал всевозможные исторические мифы, хотя бы и носящие "благочестивый" характер. Такой метод не всегда вызывал сочувствие в церковной среде. Несмотря на это, о. Сергий всю свою жизнь придерживался строго научного подхода, не боясь, что написанная им история сможет вызывать разочарование или даже досаду у сторонников тех мифов, с которыми он как историк и церковный человек не мог примириться. Он не хотел смотреть на историю через «розовые очки» и не скрывал в своих работах некоторых тёмных сторон церковной жизни».

## Труды
статьи
- Пименовский храм в Москве // Журнал Московской Патриархии. 1981. — № 9. — С. 16-21; № 10. — С. 23-28; № 11. — С. 21-25.
- Александр Петрович Голубцов (к 75-летию со дня кончины) // Журнал Московской Патриархии. 1989. — № 3. — С. 18-22.
- Профессор протоиерей Сергий Смирнов // Журнал Московской Патриархии. 1990. — № 12. — С. 34-36.
- Протоиерей храма Илии Обыденного в Москве Владимир Иванович Смирнов (1903—1981) // Журнал Московской Патриархии. 1993. — № 12. — С. 111—115.
- Архиепископ Саратовский и Вольский Пимен [Хмелевский] в бытность наместником Троице-Сергиевой лавры // Путь Православия. 1996/1997. — № 5. — С. 178—185.
- С тобой я сердцем — в Кадашах: Прот. Илья Громогласов (20.07.1869-4.12.1937) // Богословский вестник, 1998. — Т. 2. — № 1. — С. 132—157.
- Дело Самарина-Кузнецова [1919-1929 гг.] // Ежегодная богословская конференция Православного Свято-Тихоновского богословского института. — М., 1998. — С. 205—212.
- Из истории «Богословского вестника». Формирование редакторских установок, организационные и финансовые проблемы «БВ» в 1892—1913-х гг // Богословский вестник. 1998. — № 2. — С. 20-38.
- Материалы к биографиям профессоров и преподавателей МДА: Архиеп. Иларион (Троицкий) // Богословский вестник. 1998. — № 2. — С. 108—170.
- Протоиерей Илья Громогласов // Югра: региональный общественно-политический журнал. 1999. — № 1. — С. 30—32.
- Первый московский процесс 1922 г. по делу «церковников» // Богословский сборник. 1999. — № 2. — С. 75-106.
- Протоиерей Ерос Ясенчук // Журнал Московской Патриархии. 1999. — № 10. — С. 49-50.
- Церковный композитор архимандрит Феофан: к 150-летию со дня смерти // Московский журнал. История государства Российского. — 2002. — № 12. — С. 32-37.
- Яков Александрович Чмелев // Московский журнал. История государства Российского. — 2003. — № 3. — С. 12-17.
- Протопресвитер Николай Колчицкий, жизнь и деятельность. 1890—1961 // Церковно-исторический вестник. — М. : Общество любителей церковной истории. 2003. — № 10. — С. 170—186.
- Златоустовский огонь // Московский журнал. История государства Российского: ежемесячное литературно-художественное, историко-краеведческое издание. 2003. — № 6 — C. 20—27.
  - Златоустовский огонь. Памяти протоиерея Владимира Смирнова // Протоиерей Владимир Смирнов (духовные дети о духовном отце) / Сост. А. Арцыбушев. — М.: Индрик, 2004. — 235 с.
- Храм и кафедра богословия ИМТУ — МВТУ // Московский журнал. История государства Российского: ежемесячное литературно-художественное, историко-краеведческое издание. 2003. — № 10. — С. 43—47.
- Церковный композитор Г. Я. Извеков // Московский журнал. История государства Российского: ежемесячное литературно-художественное, историко-краеведческое издание. 2004. — № 2. — С. 27—32.
- Церковная Московия в 1935—1965 годах // Церковно-исторический вестник. 2004. — № 11. — С. 5—71.
- Священномученик Любомудров Константин Павлович (27.07.1879 — 19.11.1937) // Церковно-исторический вестник. — М. : Общество любителей церковной истории. 2005—2006. — № 12-13. — С. 254—259
- Профессор-протоиерей Дмитрий Васильевич Рождественский (25.10.1864 — 27.09.1926) // Церковно-исторический вестник. — М.: Общество любителей церковной истории. 2008. — № 15. — С. 72-78.
- Московская духовная академия в революционный период (1817—1927) // Богословский вестник. 2010. — № 11-12. — С. 443—509

книги
- Кафедры и личный состав академии. Библиографический словарь сотрудников академии в 1870—1900 гг. — М., 1987. — 210 c.
- Храм преподобного Пимена Великого в Москве. — Москва : Изд-во Правосл. братства Споручницы грешных, 1997. — 159 с.
- Троице-Сергиева Лавра за последние сто лет: Монашество и его пробл. События и лица. Устав лавры : (Обзор и исслед.) : Для любящих Лавру и ее историю и для всех, ищущих спасения в монастырях : Приложен Акафист Преподобному Сергию (с пояснениями) / Протодиакон Сергий Голубцов. — Москва : Изд-во Правосл. братства Споручницы грешных, 1998. — 223 с. — ISBN 5-93074-001-1
- Московская Духовная Академия в революционную эпоху. Академия в социальном движении и служении в начале XX века: по материалам архивов, мемуаров и публикаций. — М.: Мартис, 1999. — 254 с. — ISBN 5-7248-0065-9
- Стратилаты академические : Ратоборцы за Церковь из корпорации Моск. Духов. Акад. первой половины XX века. Жизнь, труды и крестный путь : По материалам архивов и публикаций : Обзор и исследование. — Москва : Изд-во Правосл. братства Споручницы грешных, 1999. — 288 с. — ISBN 5-93074-003-2
- Профессура МДА в сетях Гулага и ЧеКа. — Москва : Изд-во Правосл. братства Споручницы грешных, 1999. — 96 с. — ISBN 5-93074-004-1
- Московская духовная академия в начале XX века. Профессура и сотрудники : Основные биографические сведения: по материалам архивов, публикаций и официальных изданий. — Москва : Мартис, 1999. — 124 с. — ISBN 5-7248-0063-2
- Московская духовная академия в революционную эпоху : Акад. в соц. движении и служении в начале XX в. : По материалам арх., мемуаров, и публ. — Москва : Мартис, 1999. — 247 с. — ISBN 5-7248-0065-9
- Московское духовенство в преддверии и начале гонений, 1917—1922 гг.: церков.-обществ. движения 1917—1918 гг. (Моск. епархия и Синод). Антицерков. судеб. процессы 1919—122 гг. Лидеры и герои, мученики и исповедники. — Москва: [б. и.], 1999. — 192 с. — ISBN 5-93074-001-2
- Сплоченные верой, надеждой, любовью и родом. — Москва : Мартис, 1999. — 320 с. — ISBN 5-7248-0064-0
- Исповедник и мученик протоиерей Сергий Голощапов. — Москва : Мартис, 1999. — 16 с. — ISBN 5-7248-0066-7 (в соавторстве с Павлом Голощаповым).
- Николай Федорович Каптерев. Жизнь, деятельность и его научные труды (с их критикой) о эпохе Патриарха Никона и царя Алексея Михайловича и на другие темы : [Обзор и исслед. по материалам архивов и публ.]. — Москва : Мартис, 2003. — 143 с. — ISBN 5-7248-0077-2.
- Введенское (Немецкое) кладбище. Православно-церковный некрополь : Крат. иллюстрир. справ.-путеводитель по захоронениям духов. и церков. лиц : С планировкой относительно входа на кладбище с Госпит. вала. — Москва : Мартис, 2003 (ППП Тип. Наука). — 32 с. — ISBN 5-7248-0076-4
- Протопресвитер Николай Федорович Колчицкий настоятель Московского Богоявленского собора в Елохове. Жизнь, деятельность и богослужение при нем : [по док. и воспоминаниям]. — Москва : Мартис-Пресс, 2004. — 64 с. — ISBN 5-7248-0078-0